# 開かつ閉集合
数学、特に位相幾何学や位相空間論において、ある位相空間の開かつ閉集合（かいかつへいしゅうごう、英: closed-open set）とは、その位相空間の開集合であり閉集合でもあるような集合である。普通の意味の開 と閉 とは対義語であるから、開かつ閉集合 というものが有り得るということは直観に反するように見えるかもしれない。しかし、数学的に定義された開 と閉 とは相互排他的な概念ではない。一般に、X を位相空間、A を X の部分集合とするとき、A とその補集合 X−A とがいずれも X の開集合であるならば、それらはいずれも X の開かつ閉集合である。英語では、closed-open set を clopen set ともいう。clopen set という語は closed-open set という語から作られたかばん語である。

## 例
任意の位相空間 X に対して、空集合および全体集合 X はいずれも X の開かつ閉集合である。
X を実数直線 R の 2 つの開区間 (0,1), (2,3) の和集合とする： X = (0,1)∪(2,3)。X に、R の通常の位相から作られる X 上の相対位相を導入する。そのとき、開区間 (0,1), (2,3) はいずれも X の開かつ閉集合である。これは非常に典型的な例である。このように、位相空間 X が有限個の X の連結成分の和集合の形に表されるならば、X の各連結成分は X の開かつ閉集合となる。
もう少し非自明な例として、有理数全体の集合 Q に通常の位相（ R の通常の位相から作られる Q 上の相対位相）を導入し、A を正の有理数でその平方が 2 よりも大きくなるようなもの全体の集合とする： A = { x ∈ Q  |  x > 0, x2 > 2 }。√2 が Q に属さないという事実を利用すれば、A が Q の開かつ閉集合であることを示すのは容易である（注意すべきは、A は R の開かつ閉集合ではない ことである。そもそも A は R の開集合にも閉集合にもならない）。

## 性質
- 位相空間 X に対して、X の開かつ閉集合が空集合と全体集合 X だけであるときかつそのときに限り、X は連結である[4]。
- 位相空間 X の部分集合 A に対して、A が X の開かつ閉集合であるときかつそのときに限り、A の境界は空集合である[5]。
- 位相空間 X の任意の開かつ閉集合は（場合によっては無限個の） X の連結成分の和集合の形に表される。
- X を位相空間、A を X の部分集合とする。X の全ての連結成分が X の開集合であるならば（例えば、X が連結成分を有限個しか持たないとき[6]や、X が局所連結であるときはそうである）、A が X の連結成分の和集合の形に表されるときかつそのときに限り、A は X の開かつ閉集合である。
- 位相空間 X に対して、X の全ての部分集合が X の開かつ閉集合であるときかつそのときに限り、X は離散空間である。
- 集合の和 ∪ と積 ∩ を演算と看做せば、与えられた位相空間 X の開かつ閉集合の全体はブール代数を成す。実はどんな ブール代数も、適当な位相空間からこの方法を用いて得られる。
- 位相空間 X に対して、X の全ての点が開かつ閉集合から成る基本近傍系を持つときかつそのときに限り、X は 0 次元である[7]。